# Miren Ibarguren Agudo
Miren Ibarguren Agudo   (Sant Sebastià, 23 de maig de 1980) és una actriu basca. Va començar amb la sèrie Goenkale d'Euskal Telebista i ha participat en diverses sèries de televisió encarnant personatges com el de Sonia a Escenas de Matrimonio, Soraya a Aída, Marga a Anclados o Yoli a La que se avecina.

## Filmografia

### Cinema
- Las 13 rosas (2007)
- Revelados (2008)
- Una hora más en Canarias (2010)
- Burbuja (2010)[1]
- ¿Estás Ahí? (2011)
- Fe de etarras (2017)
- Matusalén (2024)

### Televisió
- Goenkale (Euskal Telebista)
- Aquí no hay quien viva (2004 i 2006, 3 episodis)
- A tortas con la vida (2005-2006, 23 episodis)
- Escenas de matrimonio (2007-2008, 270 episodis)
- Aída (2008-2014, 130 episodis)
- Anclados (2015, 8 episodis)
- La que se avecina (2016-actualitat, 24 episodis)

### Teatre
- Mi primera vez (2008-2009)
- Lifting (2012)
- Dos+dos (2017-actualitat)

### Publicitat
- Anunci d'Estrella Galicia, com Soraya d'Aída (2013)

## Premis i nominacions
| Any  | Premi                                                                                            | Categoria                     | Títol          | Resultat |
| ---- | ------------------------------------------------------------------------------------------------ | ----------------------------- | -------------- | -------- |
| 2009 | Premio Ercilla                                                                                   | Millor interpretació femenina | Mi primera vez | Nominada |
| 2010 | Premio Luna de Islantilla en el Festival Internacional de Cine Bajo la Luna Islantilla Cinefórum | Millor actriu                 | Burbuja        | Nominada |
| 2013 | Premi Atv, Espanya                                                                               | Millor actriu                 | Aída           | Nominada |